# Marco Philopat
Marco Galliani, detto Philopat (Milano, 14 marzo 1962), è uno scrittore, editore e attivista italiano, studioso di cultura underground.

## Biografia
Ha aderito nel 1977 al movimento punk italiano, diventandone uno dei più profondi conoscitori e animatori. Nel 1979, con il suo gruppo HCN partecipò alla prima ondata punk rock italiana e nel 1982 fu uno dei fondatori del Virus di Milano.
Nel 1987 è tra i fondatori della cooperativa editoriale Shake edizioni underground.
Nel 1997 ha pubblicato Costretti a sanguinare (Shake Edizioni, poi Einaudi 2006, e ancora Agenzia X 2016 in edizione aggiornata), in cui racconta in prima persona, in un flusso di coscienza che non utilizza punteggiatura, la sua esperienza giovanile nel movimento.
 Nel 2002 esce il suo secondo libro, La Banda Bellini, storia di un gruppo di ragazzi del quartiere Casoretto che svolgeva servizio d'ordine, scontrandosi con le forze dell'ordine, nei cortei di Milano negli anni settanta. La trilogia dedicata all'underground milanese si chiude con I viaggi di Mel (2004).
Nel 2006 fonda insieme a Paola Mezza la casa editrice Agenzia X.
Sempre nel 2006 pubblica per Agenzia X Lumi di punk, la scena italiana raccontata dai protagonisti.
Nel 2008 esce Roma KO (Agenzia X) scritto insieme a Duka, che intreccia fiction e realtà ripercorrendo trent'anni di underground romano, dagli anni settanta al G8 di Genova 2001.
Nel 2011 esce Rumble Bee (Agenzia X) sempre scritto insieme a Duka.
Nel 2015 è coordinatore del progetto "Re/search Milano".
Nel 2017 pubblica per Bompiani I pirati dei navigli e fonda insieme a Nicola Del Corno "Moicana - centro studi sulle controculture"
Dal 2012 a oggi è direttore del Premio Dubito di poesia con musica.

## Opere
- Marco Philopat, Costretti a sanguinare, Milano, 1997, Shake.
- Marco Philopat, La Banda Bellini, Milano, 2002, Shake.
- Marco Philopat, I viaggi di Mel, Milano, 2004, Shake.
- Marco Philopat, Lumi di punk. La scena italiani raccontata dai protagonisti, Milano, Agenzia X, 2006.
- Marco Philopat, Duka, Roma k.o. Romanzo d'amore droga e odio di classe, Milano, Agenzia X, 2008.
- Marco Philopat, Duka, Rumble Bee, Milano, Agenzia X, 2011.
- Aa Vv, Re/search Milano - Mappa di una città a pezzi, Agenzia X, Milano, 2015
- Marco Philopat, I pirati dei navigli, Bompiani, Milano, 2017